# Juhani Aaltonen

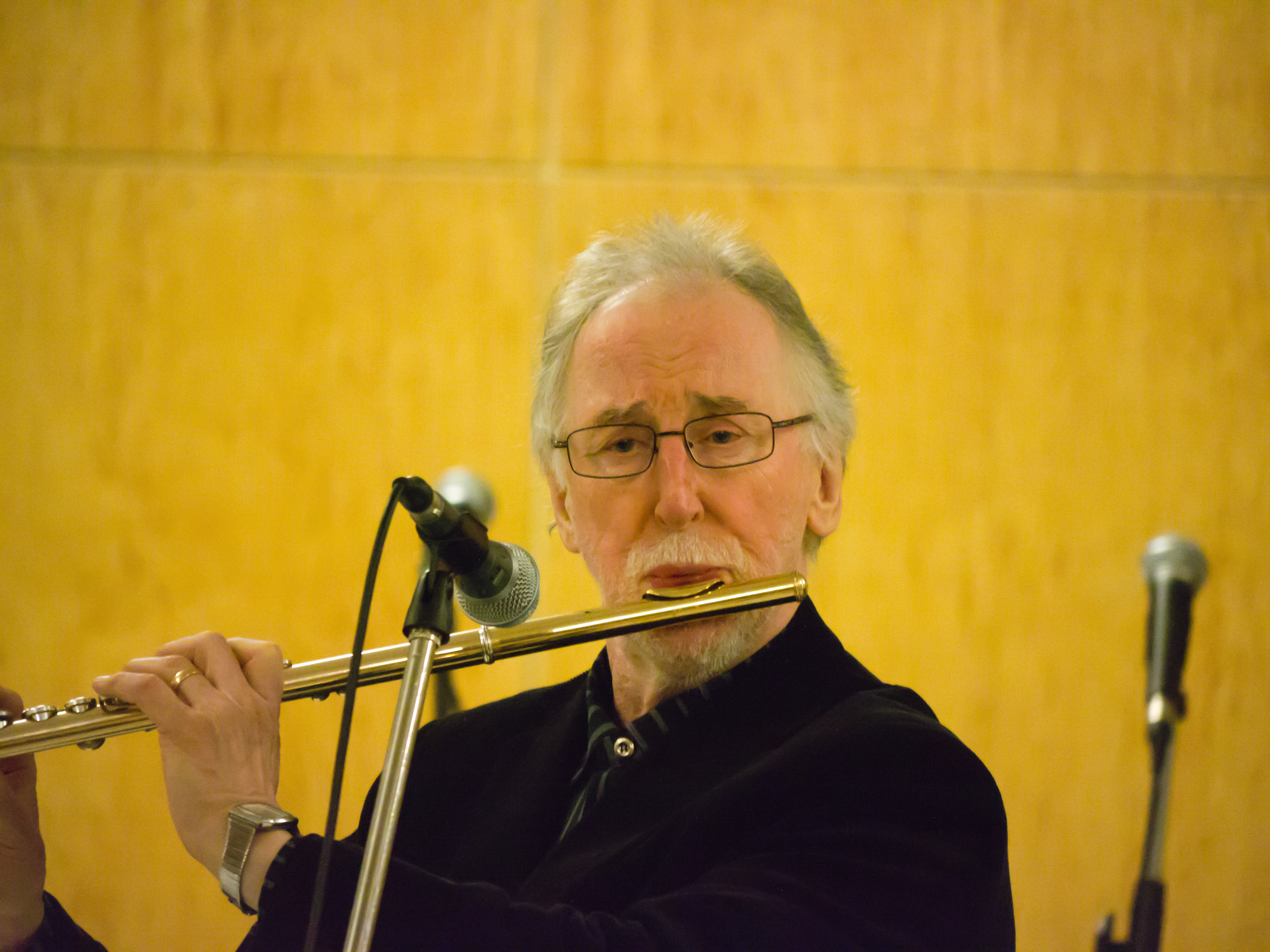
Juhani Aaltonen

Juhani Aaltonen (Kouvola, 12 december 1935) is een Fins fluitist en saxofonist met name op het gebied van lichte klassieke muziek en jazz.
Aaltonen was een beetje een laatbloeier toen hij eind jaren 50 begon mee te spelen in allerlei muziekgezelschappen, die rondreisden in Finland. Dansen is erg populair in Finland met name bijvoorbeeld de tango. Een van de eerste betaalde baantjes kreeg hij in het jazzsextet van trompettist Heiki Rosendahl. Hij ging ongeveer gelijk studeren aan de Sibelius Akademie in Helsinki en waarschijnlijk maakte hij daar al kennis met Heikki Sarmanto met wie hij tot op vandaag samenspeelt. Samen trokken ze naar Boston om daar te studeren aan de Berklee College of Music en uit die tijd dateren ook hun eerste muziekalbums. Sarmanto en Aaltonen waren beide onder de indruk van de muziek van John Coltrane, dus de muziek van die eerste albums is daarop terug te voeren. De Verenigde Staten was het toch niet helemaal, de heren keerden terug naar Finland. Aaltonen wordt dan een soort studiomuzikant en komt terecht in de stromingen jazzrock en muziek. Hij maakte kennis met Edward Vesala en trad daarmee op. Er vonden verder ontmoetingen plaats met bijvoorbeeld Eero Koivistoinen. Ondertussen musiceerde hij door met Vesala en dat bracht hem naar de studio alwaar hij speelde in de bigband van Thad Jones en Mel Lewis.
Opnamen met Sarmanto beginnen vanaf 1969 en vanaf 1974 verschenen zijn soloalbums waarvan Etiquette het eerste was. Vervolgens gaat hij van het New Music Orchestra uit Helsinki naar de The Nordic All Stars en naar het ensemble van Arild Andersen. Vervolgens komen The UFO Big Band, Jan Garbarek en Charlie Mariano voorbij. Midden jaren 80 kreeg hij een vijftien jaar durende staatsinkomen, zodat hij zich volledig aan zijn muziek kon wijden. In 1995 speelde hij op het 100-jarig bestaan van de stad Tampere. Gedurende die tijd had hij zijn eigen ensemble, maar trad ook nog steeds op met Sarmanto. Op het muziekalbum Rise is de samenwerking tussen Aaltonen en Sarmanto goed te horen.

## Discografie
Deze is selectief want op bijna alle albums van Heikki Sarmanto speelde Aaltonen mee:
- Etiquette, 1974
- Strings, 1976, met Henrik Otto Donner
- Shimri, 1977, met Arild Andersen
- Green shading into blue, 1978, met Arild Andersen
- Déjà Vu, 2000, met Art Farmer, Heikki Sarmanto, Pekka Sarmanto, Jukka-Pekka Uotila enTapio Aaltonen
- Rise, 2001, met Heikki Sarmanto
- Mother Tongue, 2003, met Ulf Krokfors met Tom Nekljudow
- Strings Revisited, 2003, met Reggie Workman, Andrew Cyrille en het Avanti! Kamerorkest
- Suhka, 2003, met Jone Takamäki, Tane Kannisto, Verneri Pohjola, Patrik Latvala, Seppo Kantonen, Jarmo Savolainen, Pekka Nylund, Antti Hytti, Ulf Krokfors Tom Nekljudow en Stefan Paavola
- Reflections, 2004, met Reggie Workman en Andrew Cyrille
- Wonders Never Cease, 2005, met Mikko Iivanainen en Klaus Suonsaari